# Демократски савез Срба
Демократски савез Срба (ДСС) је политичка партија која заступа интересе српске заједнице у Хрватској.

## Настанак
Странка је основана 27. јуна 2016. године у Загребу. За првог председника странке изабран је Јовица Радмановић, док је за заменика председника изабран Срђан Милаковић, тадашњи заменик градоначелника Вуковара из реда српске националне мањине.

## Деловање странке

### Парламентарни избори
Иако није успела да освоји место у хрватском парламенту на изборима 2016. године, странка је била успешна на локалним изборима 2017. године.

### Локални избори
На локалним изборима 2017. године, Срђан Милаковић je задржао место заменика градоначелника Вуковара резервисано за припаднике српске националне мањине. На жупанијској разини, кандидати Демократског савеза Срба освојили су места заменика жупана (место резервирано за припаднике српске националне мањине) у две жупаније: Душана Бјелајац je избран је за заменика жупана y Сисачко-мославачкој жупанији, другој жупанији по бројности припадника српске заједнице, a Мирослав Грозданић за заменика жупана у Пожешко-славонској жупанији.